# Nepenthes pitopangii
Nepenthes pitopangii är en tvåhjärtbladig växtart som beskrevs av Chi. C. Lee, S. Mcpherson, Bourke och M. Mansur. Nepenthes pitopangii ingår i släktet Nepenthes och familjen Nepenthaceae. Inga underarter finns listade i Catalogue of Life.

## Bildgalleri

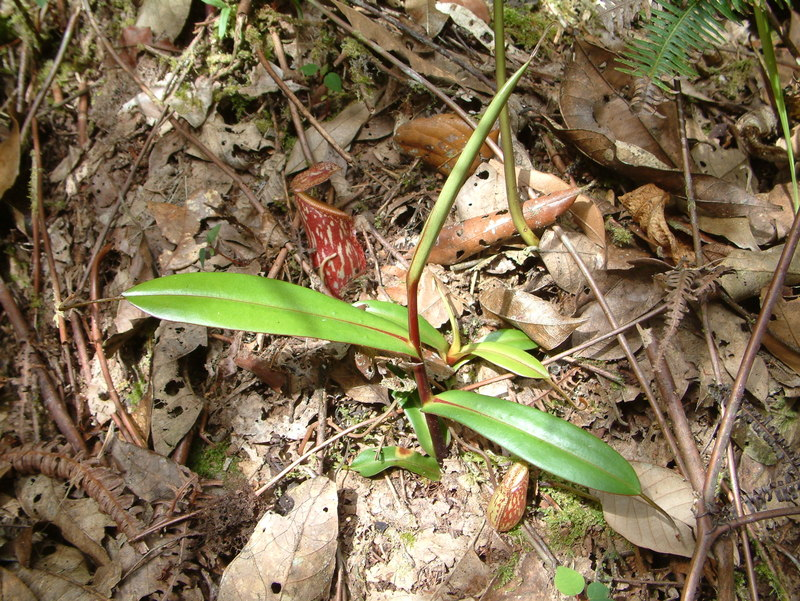
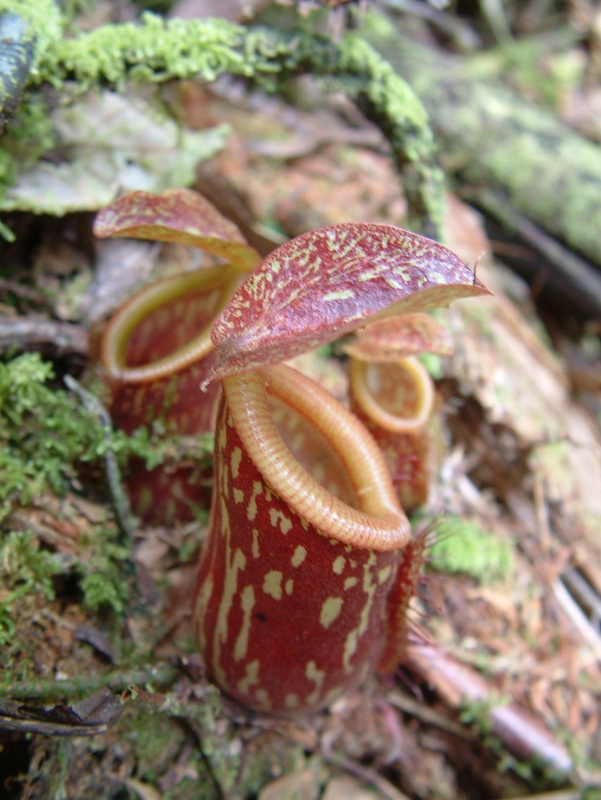
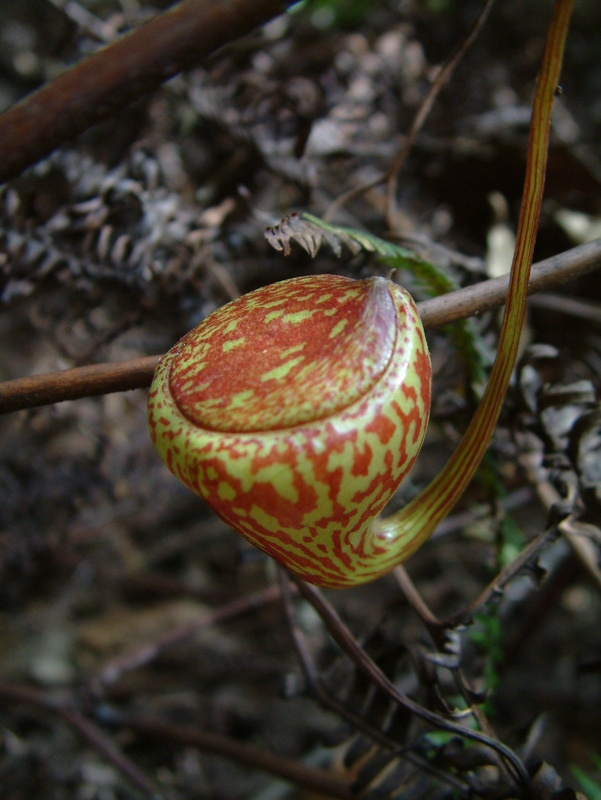
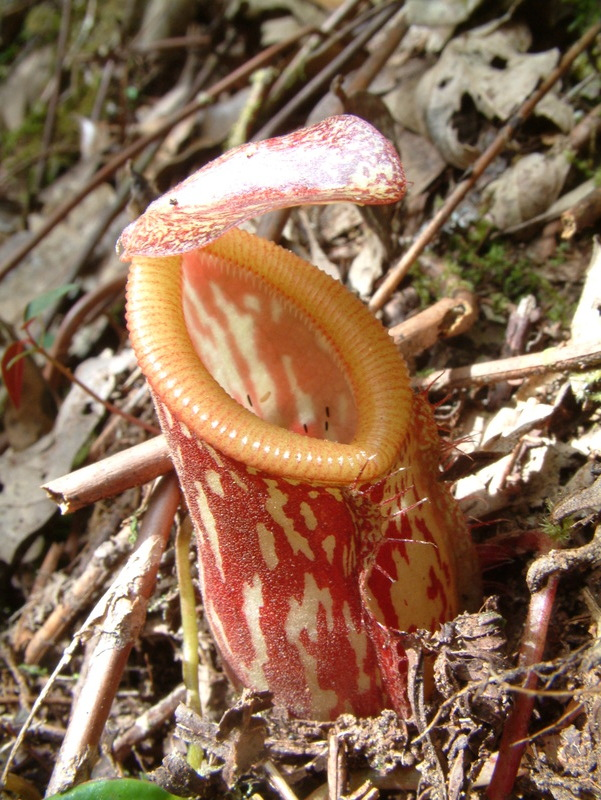
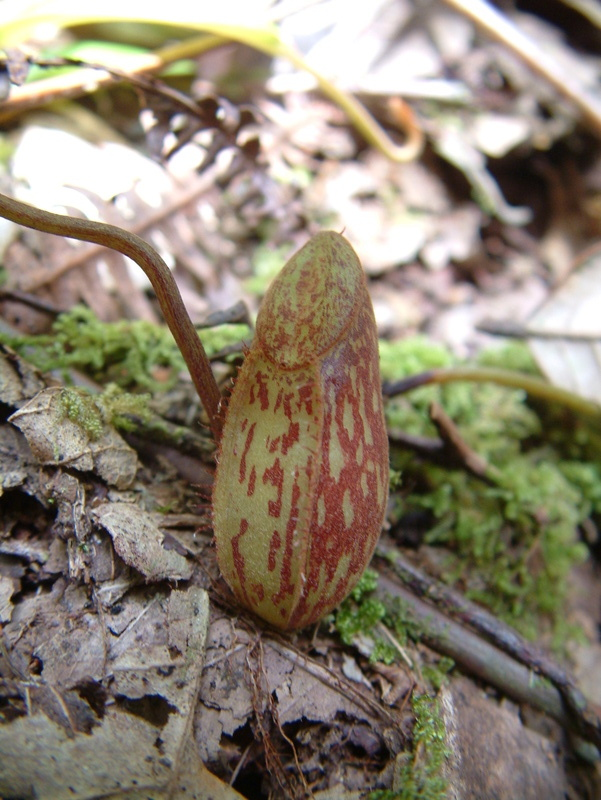
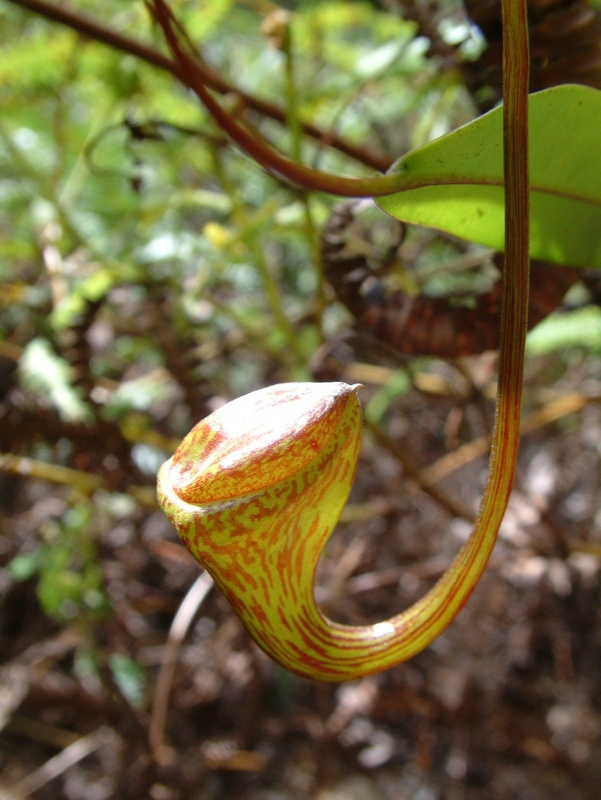